# Wladimir Iljitsch Gundarzew
Wladimir Iljitsch Gundarzew (russisch Влади́мир Ильи́ч Гундарцев; * 13. Dezember 1944 in Satka in der Oblast Tscheljabinsk, Sowjetunion; † 25. November 2014) war ein sowjetischer Biathlet, russischer Biathlontrainer und Olympiasieger.

## Werdegang
Gundarzew begann 1964 unter den Trainern W. N. Butin und G. M. Luzin mit dem Biathlonsport bei Dynamo Moskau. Schon 1965 wurde er von Trainer Alexander Priwalow in die „Sbornaja“, die sowjetische Nationalmannschaft berufen. Sein erster internationaler Auftritt wurde gleich ein Erfolg, er war bei der Biathlon-Weltmeisterschaft 1966 in Garmisch-Partenkirchen beim Sieg des Norwegers Jon Istad auf Platz drei bester sowjetischer Sportler, die Staffel in der Besetzung Nikolai Meschtscherjakow, Nikolai Pusanow, Gundarzew und Wladimir Melanin wurde Vierte. Im Folgejahr konnte er nicht an der Weltmeisterschaft teilnehmen. Seinen einzigen Weltmeistertitel gewann Gundarzew in der Staffel, gemeinsam mit Alexander Tichonow, Wiktor Mamatow und Rinnat Safin siegte er 1969 in Zakopane.
Gundarzew gewann die Goldmedaille mit der Biathlon-Staffel bei den Olympischen Winterspielen 1968 in Grenoble zusammen mit Alexander Tichonow, Nikolai Pusanow, Wiktor Mamatow und ihm selbst als Schlussläufer. Der dritte norwegische Läufer, Magnar Solberg, hatte mit der besten Einzelleistung seine Staffel nach vorne gebracht, dennoch konnte sich Gundarzew noch gegen Jon Istad, den Schlussläufer Norwegens, durchsetzen. Im Einzelrennen musste er sich mit zwei Strafminuten dem fehlerfrei schießenden Solberg und dem starken Läufer Tichonow geschlagen geben und gewann die Bronzemedaille.
Nach dem Ende seiner Aktivenzeit wurde Gundarzew Biathlontrainer, von 1974 bis 1989 zunächst bei Dynamo Moskau. Ab 1989 bis 1995 war er Trainer der russischen Nationalmannschaft. Zu seinen Schützlingen gehörten unter anderem die späteren Olympiasieger Jauhen Redskin und Juri Kaschkarow. Seine Ausbildung schloss er 1974 am Moskauer Institut für Körperkultur und Sport und erreichte als Armeeangehöriger den Dienstgrad des Oberstleutnants. Er erhielt die Auszeichnungen Verdienter Meister des Sports (1968) und Verdienter Trainer Russlands (1992), darüber hinaus war er Ehrenbürger seiner Heimatstadt Satka, dort wird auch jährlich ein nach ihm benanntes Nachwuchsskirennen durchgeführt.